# PalatinaBus

Historisches Logo Palatinabus bis 2015

PalatinaBus ist ein zur Transdev GmbH zählendes Busverkehrsunternehmen mit Sitz in Edenkoben (Rheinland-Pfalz).
PalatinaBus ist auch Mitglied im Verkehrsverbund Rhein-Neckar (VRN) und im Karlsruher Verkehrsverbund (KVV).
Das Unternehmen entstand nach Stilllegung der Pfälzer Oberlandbahn aus der als Ersatz eingerichteten Omnibuslinie als Weinstraßenverkehr Neustadt-Landau GmbH (WNL). Mit dem Aufkauf der Muttergesellschaft DEG 2000 durch die Connex-Gruppe wurde das Unternehmen im Herbst 2000 in PalatinaBus umbenannt.
Seit Dezember 2010 betreibt PalatinaBus das Linienbündel Sinsheim Nord mit vier Linien im Rhein-Neckar-Kreis.
Ebenfalls wurde seit dem 11. Dezember 2011 das Linienbündel Sinsheim Süd durch die PalatinaBus GmbH mit 9 neuen Linien, die teilweise neue Linienführungen und -nummern hatten, betrieben, nachdem der Verkehrsverbund Rhein-Neckar dieses Linienbündel europaweit ausgeschrieben hatte. Dieses Linienbündel hat im Dezember 2019 nach einer weiteren Ausschreibung wieder die vorherige Betreiberin SWEG übernommen.
Vom 14. Juni 2015 bis zum 15. Juni 2025 übernahm Palatina das Linienbündel Rheinpfalz, wo 60 Busse in VRN-Lackierung verkehrten. Seitdem übernimmt DB Regio Mitte den Busbetrieb im Linienbündel Rheinpfalz.

## Linien
- Betriebshof Edenkoben:Gleisreste der früheren Pfälzer Oberlandbahn im heutigen Busbetriebshof Edenkoben
  - Linienbündel Neustadt:

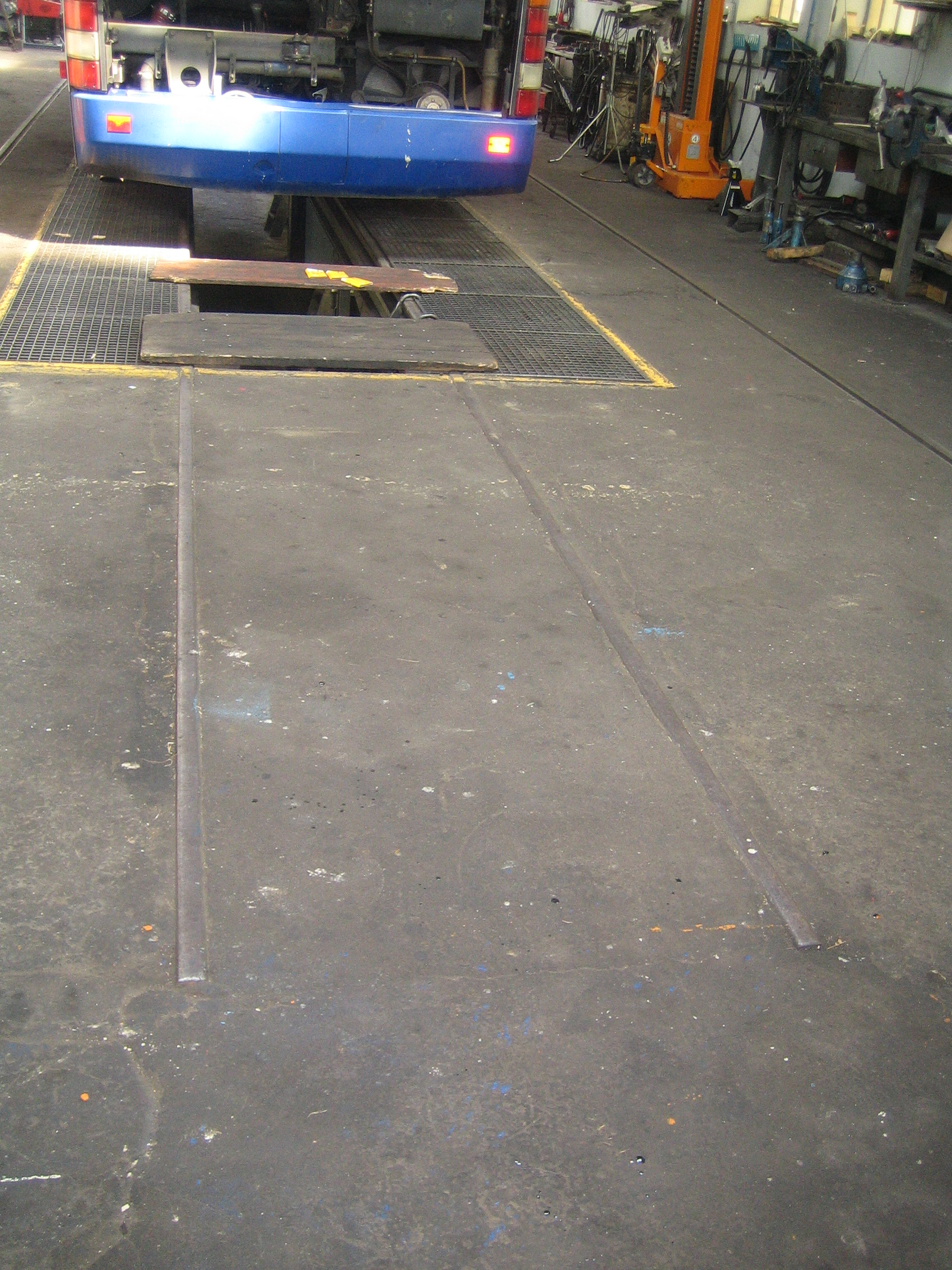
Gleisreste der früheren Pfälzer Oberlandbahn im heutigen Busbetriebshof Edenkoben

    - Linie 500: Neustadt – Edenkoben – Rhodt unter Rietburg – Landau
    - Linie 501: Neustadt an der Weinstraße – Edenkoben – Gleisweiler – Landau
    - Linie 503: Neustadt an der Weinstraße – Maikammer – Kalmit (nur Mai bis Oktober)
    - Linie 504: (Edenkoben –) Maikammer – Kirrweiler
    - Linie 505 (Gäu-Linie): Edenkoben – Venningen – Altdorf – Gommersheim
    - Linie 506: Edenkoben – Buschmühle / – Forsthaus Taubensuhl (nur Mai bis Oktober)
    - Linie 507: Neustadt – Lachen-Speyerdorf – Geinsheim – Freisbach – Dudenhofen – Speyer
    - Linie 509: Neustadt – Lachen-Speyerdorf – Lustadt
    - Linie 510: Neustadt –  Lachen-Speyerdorf – Haßloch
- Betriebshof Waibstadt:MAN Lion’s CityMercedes-Benz Citaro GSolaris Urbino
  - Linienbündel Sinsheim Nord:

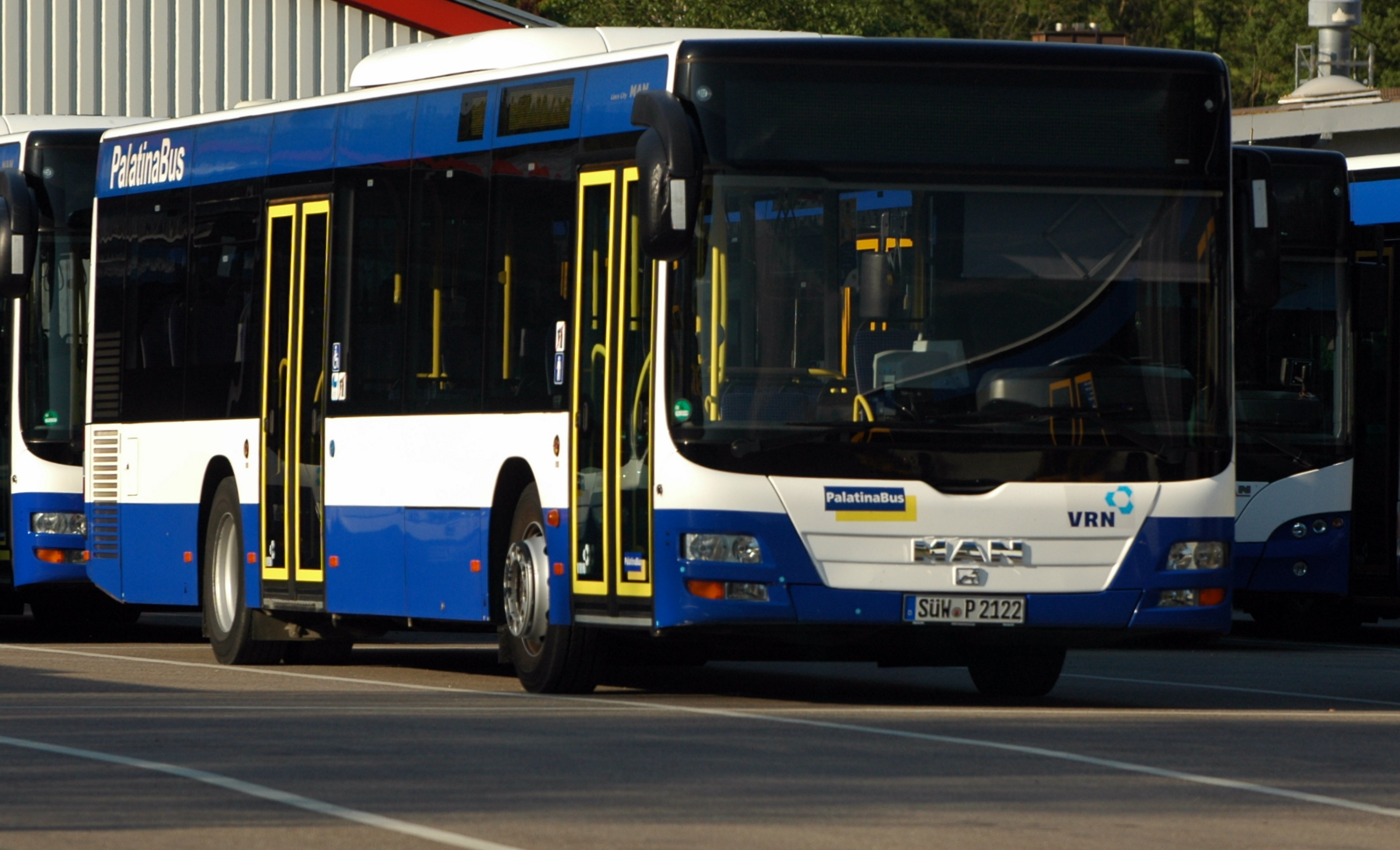
MAN Lion’s City

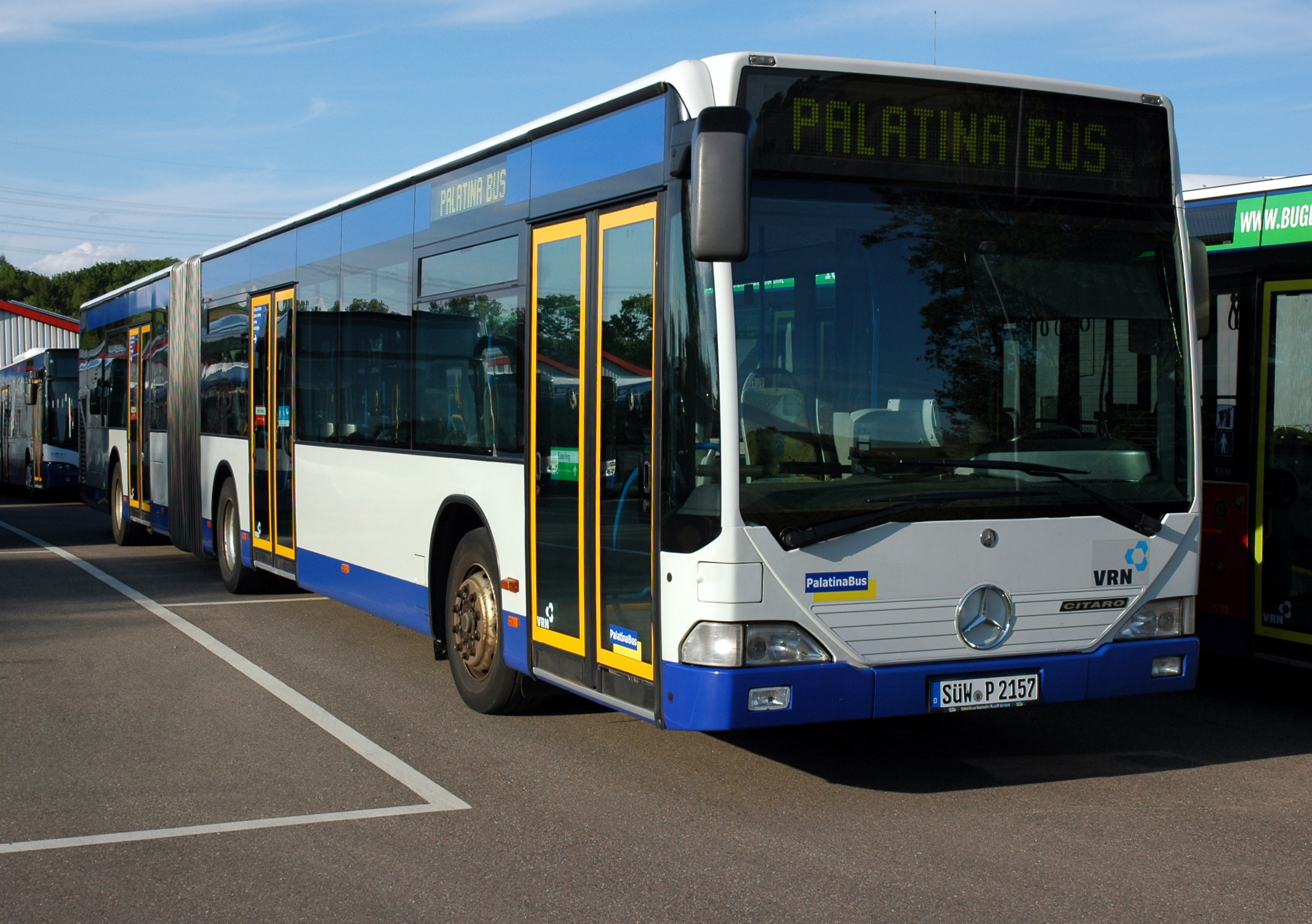
Mercedes-Benz Citaro G

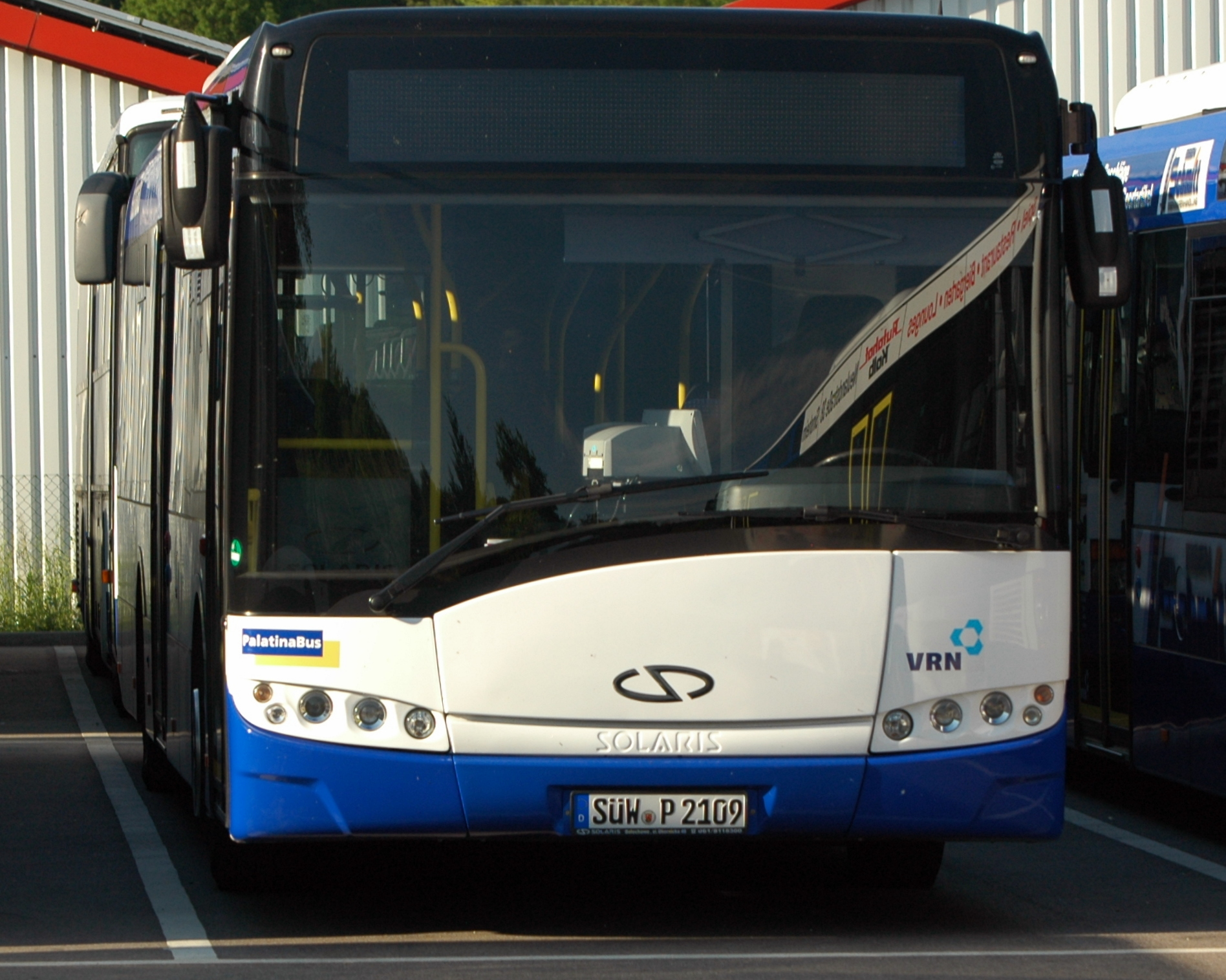
Solaris Urbino

    - Linie 782: Waibstadt – Neckarbischofsheim – Helmhof – Untergimpern – Obergimpern – Bad Rappenau
    - Linie 795: Sinsheim – Eschelbronn – Reichartshausen – Hüffenhardt – Bad Rappenau
    - Linie 796: Sinsheim – Daisbach – Neidenstein – Eschelbronn – Spechbach – Epfenbach – Reichartshausen
    - Linie 797: Sinsheim – Daisbach – Waibstadt – Neckarbischofsheim – Flinsbach – Bargen – Helmstadt – Reichartshausen